# Igreja de Santa Maria de Sobretâmega

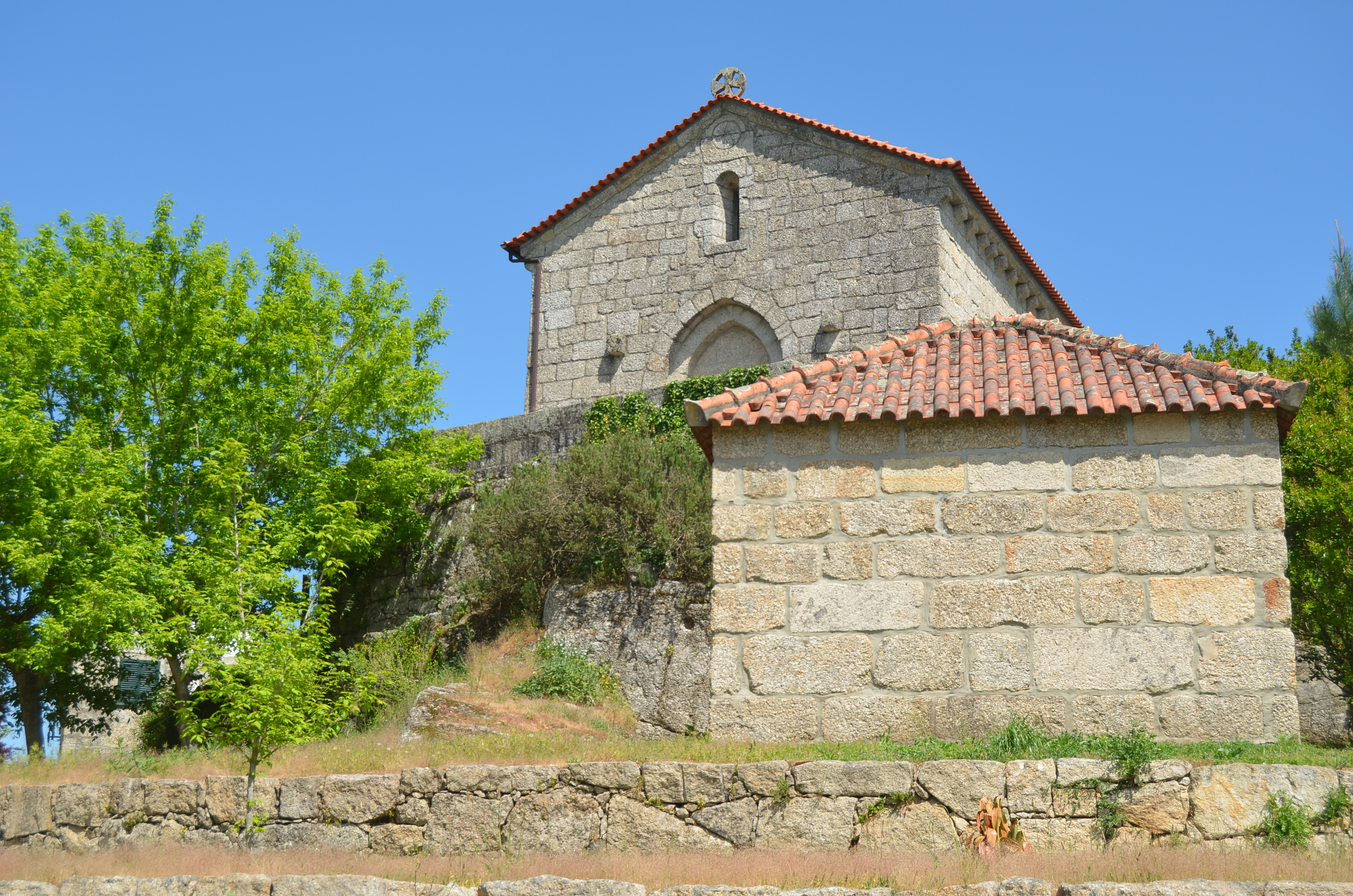
Igreja de Santa Maria de Sobretâmega

A Igreja de Santa Maria de Sobretâmega, também referida como Igreja de Santa Maria sobre o Tâmega e Igreja de Santa Maria, é uma igreja românica situada em Sobretâmega, no município de Marco de Canaveses em Portugal. Em 1971 foi classificada como imóvel de interesse público, em conjunto com a Igreja de São Nicolau de Canaveses, e está integrada na Rota do Românico.